# Patasaari (ö i Kymmenedalen, Kotka-Fredrikshamn)
Patasaari är en ö i Finland. Den ligger i vattendraget Pitkä-Kymi och i kommunen Kotka i den ekonomiska regionen  Kotka-Fredrikshamn  och landskapet Kymmenedalen, i den södra delen av landet, 110 km nordost om huvudstaden Helsingfors. Öns area är 0,5 hektar och dess största längd är 130 meter i nord-sydlig riktning.  Patasaari ligger i sjön Muhjärvi.